# Верхотуров, Анатолий Демьянович
Анато́лий Демья́нович Верхоту́ров (род. 12 апреля 1936, с. Отрадное, Вяземский район, Хабаровский край, СССР — умер 29 апреля 2017, Хабаровск, Хабаровский край, Российская Федерация) — доктор технических наук, директор ИМ ХНЦ ДВО РАН с 1992 года, член Президиума ДВО РАН. Также до 2017 года был главным научным сотрудником Федерального государственного бюджетного учреждения науки Институт водных и экологических проблем Дальневосточного отделения Российской академии наук.

## Биография
Родился в селе Отрадное, Вяземского района, Хабаровского края 12 апреля 1936 года. Отец был парторгом леспромхоза, однако с началом войны ушёл на фронт и не вернулся. Кроме Анатолия в семье было ещё двое детей: Геннадий и Виктор. Анатолий был старшим братом.
После окончания школы поступил во Владивостокское высшее инженерное морское училище, которое окончил в 1959 году. После окончания училища с квалификацией инженера-механика по судовым машинам и механизмам решил продолжить обучение и поступил в Киевский политехнический институт по специальности инженер-механик по технологии машиностроения, станкам и инструменту. Окончил вуз в 1964 году.
В 1968—1981 годах работал в Институте проблем материаловедения АН УССР, где прошёл путь от аспиранта до старшего научного сотрудника, заведующего лабораторией. В 1971 году окончил аспирантуру по специальности «Материаловедение и термическая обработка металлов» и защитил кандидатскую диссертацию в 1971 году, а в 1984 году — докторскую диссертацию на тему «Научные основы формирования легированного слоя и создания электродных материалов при электроискровом легировании».
В 1981 году Верхотуров был приглашён на работу в ДВНЦ АН СССР для организации в Хабаровске отделения технологии композиционных материалов — первого научного подразделения этого профиля в системе центра. В том же 1981 году по распоряжению Президиума ДВНЦ АН СССР отделение композиционных материалов было переведено в Институт горного дела ДВНЦ СССР. В 1985 году А. Верхотуров был назначен на должность заместителя директора по научной работе Института горного дела ДВНЦ АН СССР. Им было предложено новое научное направление в области наук о материалах — получение материалов из минерального сырья в регионе его добычи с использованием высоких технологий.
В 1988 году Верхотуров был назначен директором-организатором Института машиноведения и металлургии ДВО АН СССР (Комсомольск-на-Амуре). В том же году распоряжением Президиума ДВО АН СССР отдел материаловедения горных машин ИГД ДВО АН СССР был переведён в создаваемый Институт машиноведения и металлургии (ИМиМ) ДВО АН СССР, а Верхотуров был назначен и.о. директора института, а в 1991 году — директор вновь организованного Института материаловедения.
В 2009 году Верхотуров продолжил свою научную деятельность в Институте водных и экологических проблем ДВО РАН, где начал новый цикл научных работ, связанных с решением экологических проблем при получении новых материалов.
Благодаря работам Верхотурова в области технологии тугоплавких металлов и соединений впервые проведены систематические исследования эрозии переходных металлов IV—VI групп и их соединений с углеродом, бором и азотом в условиях электроэрозионной, лазерной, электроннолучевой и ультразвуковой обработок, которые позволили сформулировать общие принципы выбора и создания композиционных материалов, работающих в условиях импульсных тепловых и механических нагрузок. За создание новых электродных материалов для поверхностного упрочнения особо важных деталей Верхотурову в 1986 году присуждена премия Совета Министров СССР. Цикл его работ по созданию новых композиционных материалов к 150-летию открытия метода порошковой металлургии отмечен первой премией им П. Г. Соболевского. В 1996 году Верхотуров был удостоен звания Заслуженный деятель науки Российской Федерации. В феврале 2006 года за плодотворную научно-организационную деятельность Верхотуров награждён Почётной грамотой Губернатора Хабаровского края.
Автор автобиографического очерка «Моя первая поездка в Цыбинку».
Скончался 29 апреля 2017 в Хабаровске.